# ماندلا زواني
ماندلا زواني (بالإنجليزية: Mandla Zwane) هو لاعب كرة قدم جنوب أفريقي في مركز الهجوم، ولد في 23 يونيو 1973 في Thohoyandou ‏ في جنوب أفريقيا. شارك مع منتخب جنوب أفريقيا لكرة القدم. أما مع النوادي، فقد لعب مع أورلاندو بيراتس وسوبر سبورت يونايتد ونادي بلاك ليوباردز ونادي بورتو ونادي جل فيسنتي ونادي سلاغور ونادي مبومالانجا بلاك أسأت.

## وصلات خارجية
- ماندلا زواني على موقع قاعدة بيانات كرة القدم.إي يو (الإنجليزية)
- ماندلا زواني على موقع ناشيونال فوتبول تيمز (الإنجليزية)